# Jan Grzebski
Jan Grzebski (1942 - 12 december 2008) was een Poolse spoorwegwerker die in een coma geraakte nadat hij in 1988 door een trein was aangereden. 19 jaren later, in 2007, ontwaakte Grzebski uit zijn coma. De artsen hadden niet verwacht dat hij zou overleven, laat staan dat hij zou ontwaken uit de coma. Grzebski zelf schrijft zijn overleven toe aan de toewijding van zijn vrouw, Gertruda Grzebska, die hem verzorgde en voor hem gebeden heeft. Ten tijde van het ongeluk was Grzebski vader van vier kinderen. Nu heeft hij elf kleinkinderen. In een interview op 1 juni 2007 met de Poolse nieuwszender TVN 24, beschrijft de aan zijn rolstoel gekluisterde Grzebski zijn herinneringen aan de ineenstorting van het communistische systeem.

Toen ik in coma geraakte, kon je in de winkels alleen thee en azijn vinden, het vlees was op rantsoen en bij de benzinestations stonden overal geweldig lange rijen. 
 Nu zie ik de mensen op straat met mobiele telefoons en er zijn zoveel goederen in de winkels dat mijn hoofd ervan omdraait.